# Patrulha do Coração
Patrulha do Coração é um álbum de estúdio do grupo de música infantojuvenil brasileiro Os Abelhudos. O lançamento ocorreu em 1987, trata-se do segundo álbum de estúdio lançado pelos integrantes Rodrigo Saldanha, Diego Saldanha e Renata Benévolo, e o primeiro pela gravadora EMI.

## Produção e gravação
Em 10 de julho de 1987, o jornalista Carlos Araujo, do jornal Luta Democrática, publicou uma nota na qual afirmou que o trio de cantores estava no estúdio Lincoln, em Jacarepaguá, para as gravações de seu segundo álbum de estúdio. De acordo com Araujo, a produção do LP ficou por conta de Renato Corrêa, pai de Diego e Rodrigo, ao passo que os arranjos estavam sendo feitos por Lincoln Olivetti.

## Divulgação
Na divulgação do álbum, o grupo participou de uma série de programas de televisão, tais como Xou da Xuxa, da TV Globo, apresentado por Xuxa Meneghel e Show Maravilha, do SBT, apresentado por Mara Maravilha. Além disso, cantaram canções da lista de faixas em sua turnê promocional de 1987 e 1988, que passou por diversas cidades brasileiras.
Duas canções foram lançadas como single. O primeiro deles foi o da faixa "As Crianças e os Animais", o segundo escolhido foi o da música "Um Vampirinho", cujo compacto 12" incluiu a canção "Amigo É" da cantora Mara Maravilha como lado B.

## Desempenho comercial
Comercialmente, tornou-se o álbum mais bem sucedido da carreira do grupo. Na lista dos 10 LPs mais vendidos do Jornal do Brasil, auditada pela Nopem, atingiu a posição de número 4. Dessa forma, tornou-se o 45º álbum mais vendido no Brasil em 1987. Ao todo, mais de 105 mil cópias foram vendidas no país. Um disco de ouro foi entregue ao grupo em janeiro de 1988, no programa Cassino do Chacrinha.

## Lista de faixas
Créditos adaptados do encarte do LP Patrulha do Coração, de 1987.
| N.º | Título                                           | Compositor(es)                        | Duração |  |
| 1.  | "Patrulha do Coração"                            | Renato Corrêa, Cláudio Rabello        | 3:22    |  |
| 2.  | "Salada Mista"                                   | R. Corrêa, C. Rabello                 | 2:55    |  |
| 3.  | "Um Vampirinho"                                  | R. Corrêa, C. Rabello                 | 3:50    |  |
| 4.  | "China Pau"                                      | R. Corrêa, Sylvio Son                 | 2:38    |  |
| 5.  | "Independente"                                   | Evandro Mesquita, Dadi                | 2:36    |  |
| 6.  | "As Crianças e os Animais"                       | R. Corrêa; C. Rabello                 | 3:17    |  |
| 7.  | "É"                                              | Eduardo Souto Neto, Nelson Wellington | 2:58    |  |
| 8.  | "Pluft (O Fantasminha) ou Sem Medo de Ser Feliz" | R. Corrêa; C. Rabello                 | 3:31    |  |
| 9.  | "Robozinha Boa e Bonitinha"                      | Gilson, Joran                         | 3:12    |  |
| 10. | "Eternamente Criança"                            | Jaime Alem, Nair de Cândia            | 3:47    |  |

## Tabelas
| Tabela musical (1987) | Melhor posição |
| --------------------- | -------------- |
| Brasil (Nopem)        | 4              |

| Tabela musical (1987) | Posição |
| --------------------- | ------- |
| Brasil (Nopem)        | 45      |

## Certificações e vendas
| Região | Certificação | Vendas   |
| ------ | ------------ | -------- |
| Brasil | Ouro         | +105,000 |